# Jake Johnson
Mark Jake Johnson Weinberger (ur. 28 maja 1978) – amerykański aktor i komik. Najbardziej znany z roli Nicka Millera w serialu produkowanym przez stację Fox pod tytułem Jess i chłopaki (2011–2018) za którą był nominowany do Critics’ Choice Television Award for Best Actor in a Comedy Series w 2013. Znany jest także z roli starszego Petera B. Parkera w filmie animowanym Spider-Man Uniwersum. Zagrał także w filmach: Udając gliniarzy (2014), Papierowe serce (2009), Na własne ryzyko (2012), Idol z piekła rodem (2010), 21 Jump Street (2012), czy Jurassic World (2015).

## Wczesne życie

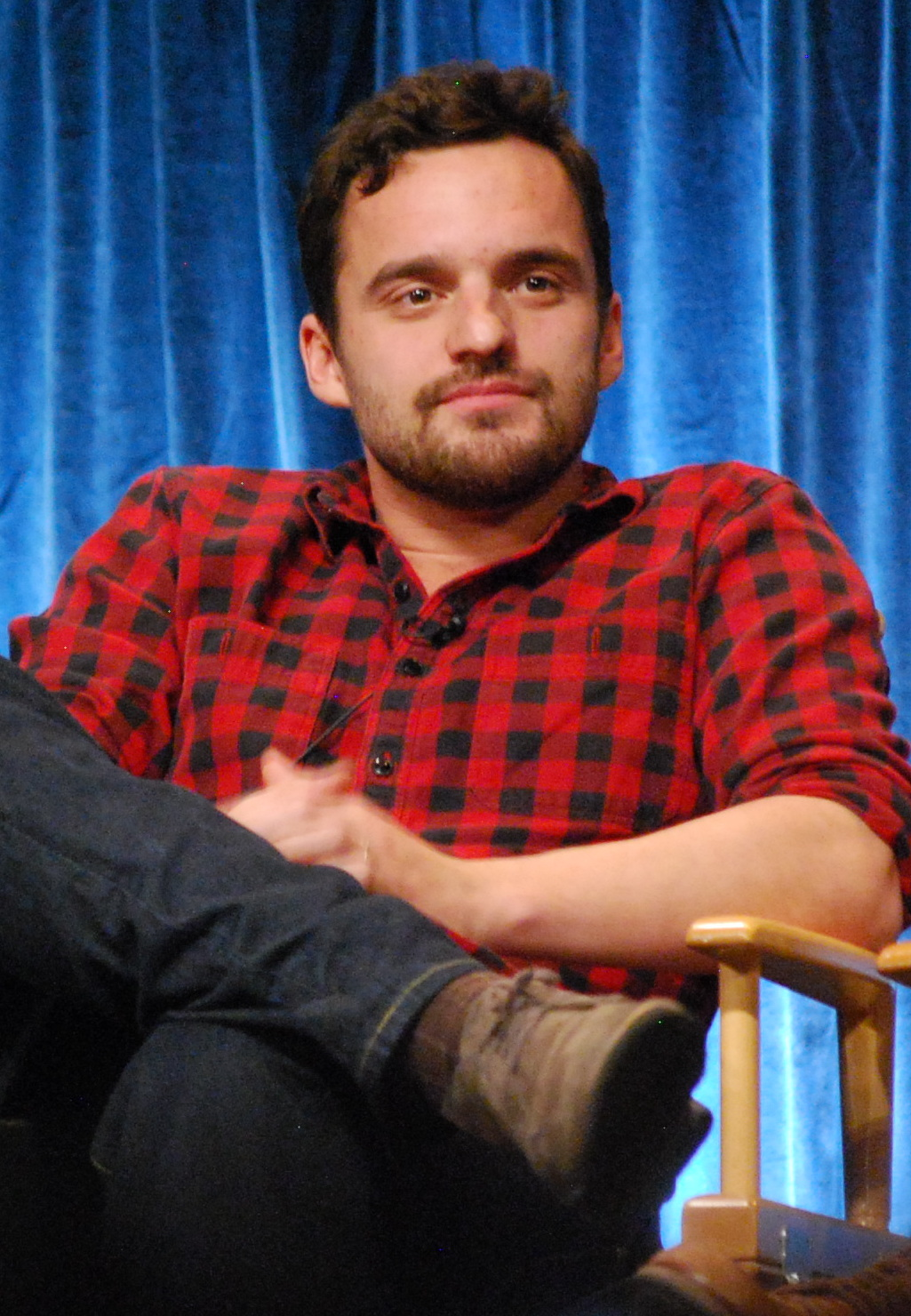
Jake Johnson w 2012

Urodził się w Evanston, w stanie Illinois. Jego matka, Eve Johnson, była artystką tworzącą witraże, a ojciec, Ken Weinberger, posiadał własny warsztat samochodowy. Aktor został nazwany na cześć wuja ze strony matki, Marka Johnsona, który zmarł mając 26 lat w wypadku samochodowym. Miało to miejsce w 1977, rok przed urodzeniem Jake’a. Ojciec mężczyzny pochodzi z rodziny żydów aszkenazyjskich, a jego matka ma korzenie angielskie, irlandzkie i polskie. Johnson uczęszczał do New Trier High School w mieście Winnetka. Jego rodzice rozwiedli się, gdy miał dwa lata, a on i jego starsze rodzeństwo (brat Dan i siostra Reachel) zostali wychowani przez ich samotną matkę. Johnson przybrał nazwisko Eve w szkole średniej. Aktor przyznaje, że gdy skończył dwadzieścia lat jego ojciec ponownie pojawił się w jego życiu i obecnie ich relacje są zdecydowanie bliskie.

## Kariera
Dorastał jako fan zespołu The Second City. Po ukończeniu szkoły rozpoczął studia na Uniwersytecie Iowa. Podczas studiów napisał sztukę, dzięki którym udało mu się dostać do New York University Tisch School of the Arts. W 2002 zdobył nagrody: John Golden Playwriting Prize i Sloan Research Fellowship. Grupa z Nowego Jorku, The Ensemble Studio Theatre, wystawiła jego sztukę pod tytułem Cousins. Ta pojawiła się w teatrze off-Broadway.
Podczas pobytu w Nowym Jorku Johnson zaczął tworzyć komedię The Midwesterners. Po przeprowadzce do Los Angeles pracował jako kelner i asystent produkcji, pojawiając się w gościnnych rolach w telewizji. W 2007 zdobył pierwszą bardziej regularną rolę w serialu produkowanym przez TBS pod tytułem Derek and Simon, produkowanym przez Boba Odenkirka.
W 2009 wystąpił w mockumencie Papierowe Serce. Rok później został obsadzony w małej roli w komedii Russella Branda Idol z piekła rodem. Grał też w komedii romantycznej Uroczystość oraz w filmie Sex story. W 2011 zagrał Jezusa w Harold i Kumar: Spalone święta. W 2012 wystąpił w filmowej adaptacji 21 Jump Street oraz w  Na własne ryzyko.
Od 2011 do 2018 grał Nicka Millera u boku Zooey Deschanel w Jess i chłopaki. W 2015 zagrał niezbyt dużą rolę w filmie Jurassic World, a w 2017 został obsadzony w roli głównej filmu Gra o wszystko.
W 2018 pojawił się w filmie komediowym Berek. W tym samym roku Johnson podłożył głos głównemu bohaterowi w animacji Spider-Man Uniwersum.

Jake Johnson w 2017

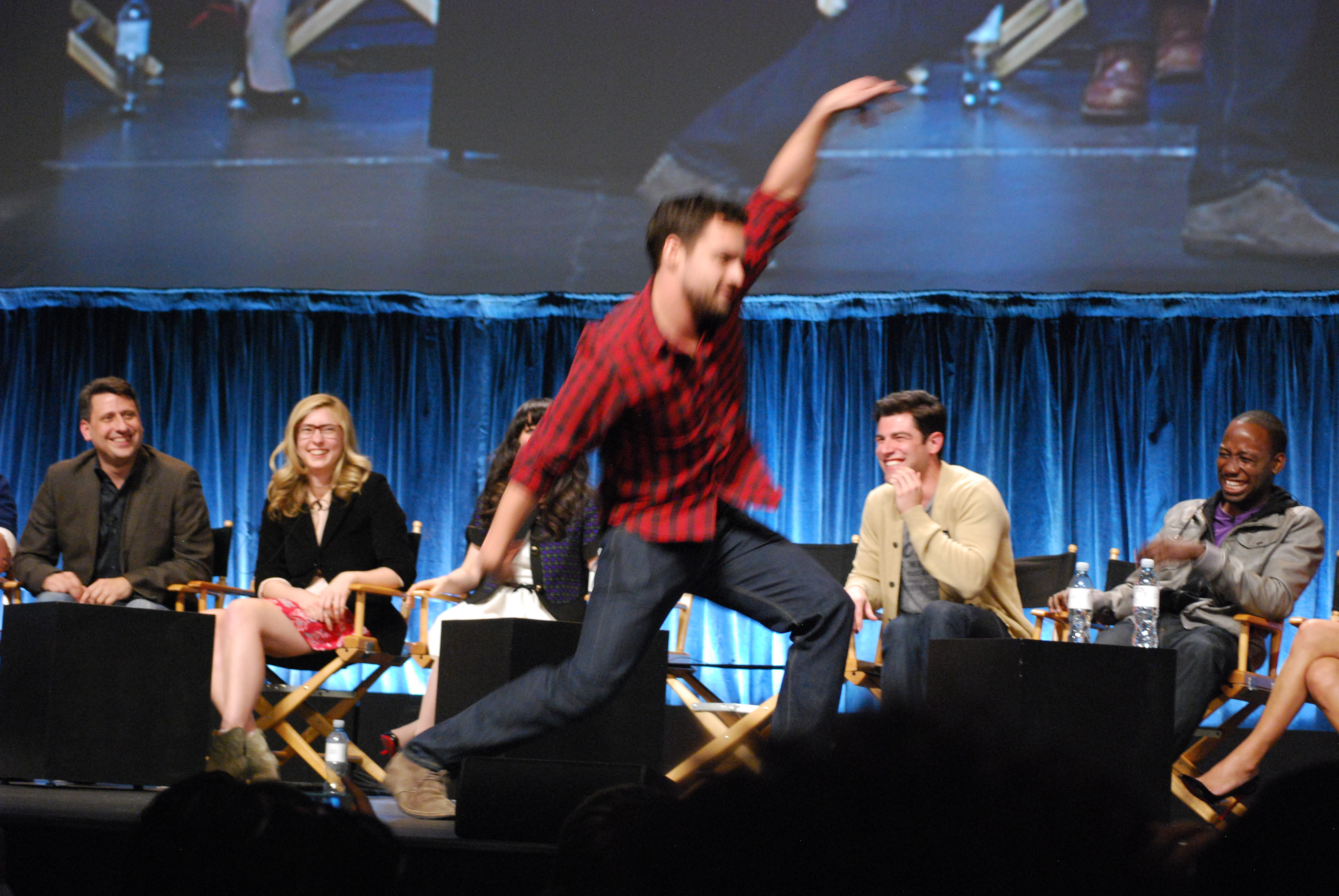
Jake Johnson tańczący na scenie w 2012

## Filmografia

### Film
| Rok  | Tytuł                                  | Rola                                | Uwagi                   |
| ---- | -------------------------------------- | ----------------------------------- | ----------------------- |
| 2007 | Bunny Whipped                          | Gracz                               |                         |
| 2008 | Mistrz                                 | Koszulkowy                          |                         |
| 2009 | Papierowe serce                        | Nicholas Jasenovec                  |                         |
| 2010 | Idol z piekła rodem                    | jazzman                             |                         |
| 2010 | Uroczystość                            | Teddy                               |                         |
| 2010 | Spilt Milk                             | Todd                                |                         |
| 2011 | Sex story                              | Eli                                 |                         |
| 2011 | Harold i Kumar: Spalone święta         | Jesus Christ                        |                         |
| 2012 | Na własne ryzyko                       | Jeff Schwensen                      |                         |
| 2012 | 21 Jump Street                         | Principal Dadier                    |                         |
| 2013 | Kumple od kufla                        | Luke                                |                         |
| 2013 | Ślicznotka                             | Basel                               |                         |
| 2013 | Coffee Town                            | Współlokator Willa                  |                         |
| 2014 | Lego: Przygoda                         | Barry (głos)                        | Cameo                   |
| 2014 | Sąsiedzi                               | Sebastian Cremmington               |                         |
| 2014 | Udając gliniarzy                       | Ryan O’Malley                       |                         |
| 2015 | Nie igraj z ogniem                     | Tim                                 | Producent i scenarzysta |
| 2015 | Jurassic World                         | Lowery Cruthers                     |                         |
| 2016 | Joshy                                  | Reggie                              |                         |
| 2016 | Randka na weselu                       | Ronnie                              |                         |
| 2017 | Gra o wszystko                         | Eddie Garrett                       | Producent i scenarzysta |
| 2017 | Smerfy: Poszukiwacze zaginionej wioski | Maruda (głos)                       |                         |
| 2017 | Becoming Bond                          | Peregrine Carruthers                | Film dokumentalny       |
| 2017 | Mumia                                  | Chris Vail                          |                         |
| 2018 | Berek                                  | Randy „Chilli” Cilliano             |                         |
| 2018 | Spider-Man Uniwersum                   | Peter B. Parker / Spider-Man (głos) |                         |

### Telewizja
| Rok        | Tytuł                         | Rola                    | Uwagi |
| ---------- | ----------------------------- | ----------------------- | --- |
| 2007       | Derek and Simon               | Jake                    | 6 odcinków |
| 2007       | Pohamuj entuzjazm             | Mężczyzna z Call Center | Odcinek: „The N Word” |
| 2007       | The Unit                      | Martin                  | Odcinek: „MPs” |
| 2009       | Magia kłamstwa                | Howard Crease           | Odcinek: „Love Always” |
| 2010       | FlashForward: Przebłysk jutra | Powell                  | Odcinek: „Countdown” |
| 2011–2018  | Jess i chłopaki               | Nick Miller             | Główna obsada, 7 sezonów Nominacja – Critics’ Choice Television Award for Best Actor in a Comedy Series (2013) Nominacja – TCA Award for Individual Achievement in Comedy (2013) Nominacja – Teen Choice Award for Best Actor Comedy (2012, 2013) Nominacja – Satellite Award for Best Actor – Television Series Musical or Comedy (2013) |
| 2011       | Allen Gregory                 | Joel Zadak (głos)       | 6 odcinków |
| 2012       | NTSF:SD:SUV::                 | Jorgen                  | Odcinek: „The Real Bicycle Thief” |
| 2013       | Ghost Ghirls                  | Eddie Hanson            | Odcinek: „Home Is Where The Haunt Is” |
| 2013; 2015 | High School USA!              | Mr. Structor (głos)     | Główna rola |
| 2013–2015  | Drunk History                 | Various                 | 2 odcinki |
| 2015       | Comedy Bang! Bang!            | On sam                  | Odcinek: „Jake Johnson Wears a Light Blue Button-Up Shirt and Brown Shoes” |
| 2015       | No Activity                   | Cutler                  | Odcinek: „The American” |
| 2015–2017  | BoJack Horseman               | Oxnard (głos)           | 3 odcinki |
| 2016       | Easy                          | Drew                    | Odcinek: „Chemistry Read” |
| 2016       | Między nami, misiami          | Dave (głos)             | Odcinek: „The Island” |
| 2016–2017  | Idiotsitter                   |                         | 2 odcinki |
| 2017       | Comrade Detective             | Stan (głos)             | Rola drugoplanowa; 5 odcinków |
| 2017–2018  | No Activity                   | DEA Agent John Haldeman | 2 odcinki |
| 2019       | Stumptown                     | Grey McConnell          | Główna obsada |
| TBA        | Hoops                         | Ben Hopkins (głos)      | Główna rola |

### Gry wideo
| Rok  | Tytuł               | Rola            | Uwagi |
| ---- | ------------------- | --------------- | ----- |
| 2015 | Lego Jurassic World | Lowery Cruthers | Głos  |
| 2015 | Lego Dimensions     | Lowery Cruthers | Głos  |